# Elecció papal de 1268–71

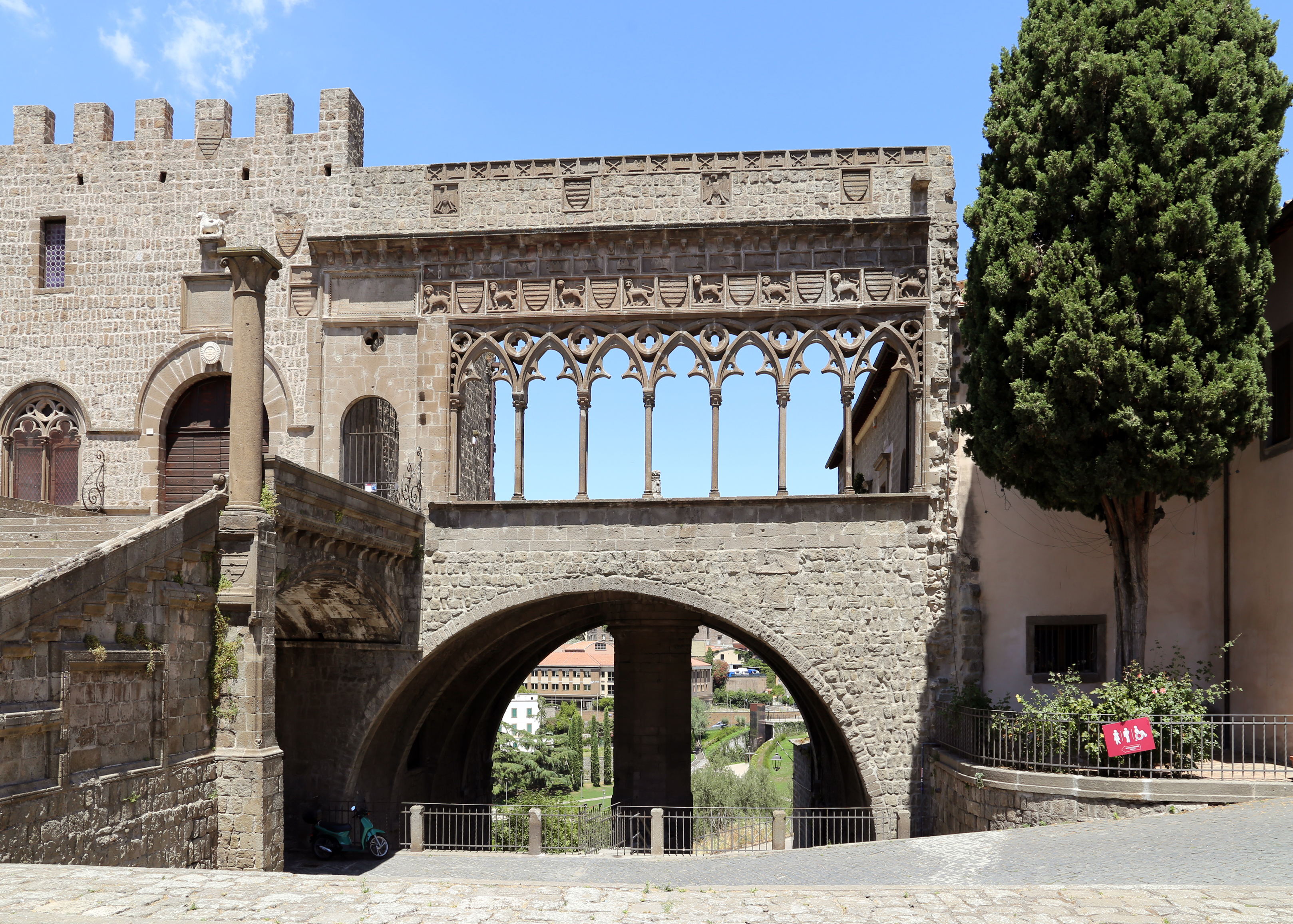
Palau Papal de Viterbo, el sostre del qual es va treure per accelerar l'elecció

L'Elecció papal de 1268–71, després de la mort del Papa Climent IV, ha estat l'elecció més llarga en la història de l'Església catòlica. El motiu van ser les lluites polítiques internes entre els cardenals. L'elecció de Teobaldo Visconti com a Papa Gregori X va ser el primer exemple d'una elecció papal per "compromís". L'elecció la va fer un comitè de sis cardenals elegits pels altres deu. L'elecció es va allargar més d'un any després que els magistrats de Viterbo tanquessin amb clau l'edifici on hi havia els cardenals, els reduíssin les racions de pa i aigua i llegendàriament deixessin el palau sense sostre.
Com a resultat de la llarga elecció, durant la qual tres dels vint cardenals electors van morir i un va dimitir, Gregori X va promulgar la constitució apostòlica Ubi periculum el 7 de juliol (o 16 de juliol) de 1274, durant el Concili de Lió II, establint el conclave, les regles del qual es van basar en el funcionament de l'elecció dels cardenals a Viterbo. Aquesta elecció es pot considerar el primer conclave.

## Cardenals electors
Hi ha via dues posicions diferents sobre la dinàmica que havia de seguir l'elecció. Per una banda, els cardenals francesos de la Casa d'Anjou-Sicília, majoritàriament creats pel Papa Urbà IV, que no s'oposaven a una invasió d'Itàlia per Carles I d'Anjou. Per l'altra, els cardenals no francesos, majoritàriament italians, que amb prou feines eren suficients per evitar l'elecció d'un un papa francès. La coronació de Climent IV per Charles d'Anjou com a Rei de Nàpols i Sicília, anteriorment un feu papal, havia enfortit la influència de la monarquia francesa en la península italiana i va generar una divisió intensa dins del Col·legi Cardenalici entre els qui s'oposaven i els qui donaven suport a la influència francesa, i per extensió, l'ultramuntanisme. Conradí de Sicília, l'últim governant de la Casa de Hohenstaufen, havia estat decapitat a Nàpols només un mes abans de la mort de Climent IV.
A la mort de Climent IV hi havia vint cardenals del Sacre Col·legi. El cardenal Rodolphe d'Albano va estar totalment absent i va morir durant la vacant. Per això hi havia dinou cardinal electors en l'elecció del 1269, però després dos d'ells també van morir.
| Elector                                       | Nacionalitat         | Ordre i títol                                     | Elevat                 | Ascensor     | Notes                                                  |
| --------------------------------------------- | -------------------- | ------------------------------------------------- | ---------------------- | ------------ | ------------------------------------------------------ |
| Odo de Châteauroux                            | Francès              | Cardinal-Bisbe de Frascati                        | 28 de maig de 1244     | Innocenci IV | Degà del Col·legi Cardenalici                          |
| István Báncsa†                                | Hongarès             | Cardinal-Bisbe de Palestrina                      | Desembre 1251          | Innocenci IV | Mort el 9 de juliol de 1270, primer cardenal hongarès  |
| Joan de Toledo, O.Cist.                       | Anglès               | Cardenal-Bisbe de Porto-Santa Rufina              | 28 de maig de 1244     | Innocenci IV |                                                        |
| Henry de Segusio                              | Piemontès (De Susa)  | Cardenal-Bisbe d'Ostia i Velletri                 | Maig 1262              | Urbà IV      | Va marxar el 8 de juny de 1270, i més tard va retornar |
| Simone Paltanieri (o Paltinieri, o Paltineri) | Paduà                | Cardenal-sacerdot de Silvestro e Martino ai Monti | 17 de desembre de 1261 | Urbà IV      | Membre del comitè; Cardenal primoprete                 |
| Simon de Brie                                 | Francès              | Cardenal-sacerdot de S. Ceciília                  | 17 de desembre de 1261 | Urbà IV      | Futur papa Martí IV                                    |
| Anchero Pantaleone                            | Francès              | Cardenal-sacerdot de S. Prassede                  | Maig 1262              | Urbà IV      | Cardenal-nebot                                         |
| Guillaume de Bray                             | Francès              | Cardenal-sacerdot de S. Marco                     | Maig 1262              | Urbà IV      |                                                        |
| Guy de Bourgogne, O.Cist.                     | Burgundià o Castellà | Cardenal-sacerdot de S. Lorenzo en Lucina         | Maig 1262              | Urbà IV      | Membre del comitè                                      |
| Annibale Annibaldi, O.P.                      | Romà                 | Cardenal-sacerdot de Ss. XII Apostoli             | Maig 1262              | Urbà IV      | Proper a Felip III de França i Carles de Nàpols        |
| Riccardo Annibaldi                            | Romà                 | Cardenal-diaca de S. Angelo en Pescheria          | 1238                   | Gregori IX   | Membre del comitè Nebot d'Alexandre IV; Protodiaca     |
| Ottaviano Ubaldini                            | Florentí             | Cardenal-diaca de S. Maria dins Via Lata          | 28 de maig de 1244     | Innocenci IV | Membre del comitè                                      |
| Giovanni Gaetano Orsini                       | Romà                 | Cardenal-diaca de S. Nicola en Carcere            | 28 de maig de 1244     | Innocenci IV | Membre del comitè Futur Popa Nicolau III               |
| Ottobono Fieschi dei Conti di Lavagna         | Genovès              | Cardenal-diaca de S. Adriano                      | Desembre 1251          | Innocenci IV | Futur Papa Adrià V, Cardinal-nebot                     |
| Uberto Coconati                               | Piemontès (D'Asti)   | Cardenal-diaca de S. Eustachio                    | 17 de desembre de 1261 | Urbà IV      |                                                        |
| Giacomo Savelli                               | Romà                 | Cardenal-diaca de S. Maria en Cosmedin            | 17 de desembre de 1261 | Urbà IV      | Membre del comitè Futur Papa Honori IV                 |
| Goffredo da Alatri                            | Alatri               | Cardenal-diaca de S. Giorgio en Velabro           | 17 de desembre de 1261 | Urbà IV      |                                                        |
| Giordano dei Conti Pironti da Terracina†      | Terracina            | Cardenal-diaca de Ss. Cosma e Damiano             | Maig 1262              | Urbà IV      | Mort l'octubre de 1269, Vice-canceller                 |
| Matteo Rosso Orsini                           | Romà                 | Cardenal-diaca de S. Maria in Portico             | Maig 1262              | Urbà IV      | Nebot del papa Nicolau III                             |

### Cardenals absents
| Elector                                   | Nacionalitat | Ordre i títol           | Elevat                 | Ascensor | Notes |
| ----------------------------------------- | ------------ | ----------------------- | ---------------------- | -------- | --- |
| Raoul Grosparmi† (Rodolphe de Chevriêres) | Francès      | Cardinal-Bisbe d'Albano | 17 de desembre de 1261 | Urbà IV  | Va acompanyar el rei Lluís IX de França en la seva croada a Tunísia i va morir allà l'11 d'agost de 1270 |